# Аютла
Аю́тла (исп. Ayutla) — посёлок в Мексике, в штате Халиско, входит в состав одноименного муниципалитета и является его административным центром. Численность населения, по данным переписи 2020 года, составила 7469 человек.

## Общие сведения
Название Ayutla с языка науатль можно перевести как: место у тыкв, но также распространена версия о происхождении названия от слова ayotli, что можно перевести как: место черепах — указывая на камень на вершине горы, похожий на черепаху.
Аютла была основана в доиспанский период.
В 1524 году оно было покорено конкистадорами во главе с Франсиско Кортесом.
В 1525 году монахи Хуан де Падилья и Мигель де Болонья начали евангелизацию местного населения.
В 1541 году была введена дань. Были собраны четыре ящика кукурузы, три мотка из хенекена, четыре курицы и пять керамических чашек. В это время в Аютле проживали 5 испанцев, 100 индейцев, 7 мулатов и 22 метиса.
В XVI веке был построен храм Архангела Михаила, реконструированный в конце XX века.
Посёлок расположен в 150 км к юго-западу от столицы штата, города Гвадалахара, вблизи федеральной трассы 80.

## Население
| Год  | Численность | Численность |
| ---- | ----------- | ----------- |
| 2000 | 7445        | [ 7 ]       |
| 2005 | 7389        | [ 8 ]       |
| 2010 | 7244        | [ 9 ]       |
| 2020 | 7469        | [ 10 ]      |